# Antonio de Castro Casaleiz
Antonio de Castro Casaleiz (La Habana, 30 de marzo de 1856-Viena, 3 de octubre de 1918) fue un político y diplomático español.

## Biografía
En 1876 fue nombrado agregado en la embajada de España ante la Santa Sede, en 1897 en la de Venezuela (donde hizo expulsar del país al nacionalista canario Secundino Delgado) y en 1898 fue cónsul en El Cairo. Después inició su carrera política dentro del Partido Conservador, siendo elegido diputado al Congreso por el distrito electoral de Albocacer en las elecciones generales de 1901, 1905, 1907 y 1910.
Fue senador y subsecretario de Estado entre 1903 y 1905, ocupando estos dos años de manera interina la cartera de ministro de Estado por ausencia del titular. En 1905 fue nombrado embajador de España en Italia, cargo que ocupó solo durante unos meses para reintegrarse a la actividad política, y en 1914 presentó sus cartas credenciales en Viena como representante español ante la corte austro-húngara. Dificultada su labor por el curso de la Primera Guerra Mundial, falleció en la capital austriaca el 3 de octubre de 1918 a causa de la gripe.

## Obras
- Guía práctica del diplomático español. Madrid: Imprenta de El Correo. 1886. Wikidata Q106041939.
- El título grande y el blasón de España. Madrid: Tipografía de Tomás Minuesa de los Ríos. 1894. Wikidata Q106066631.